# 六甲ケーブル下駅

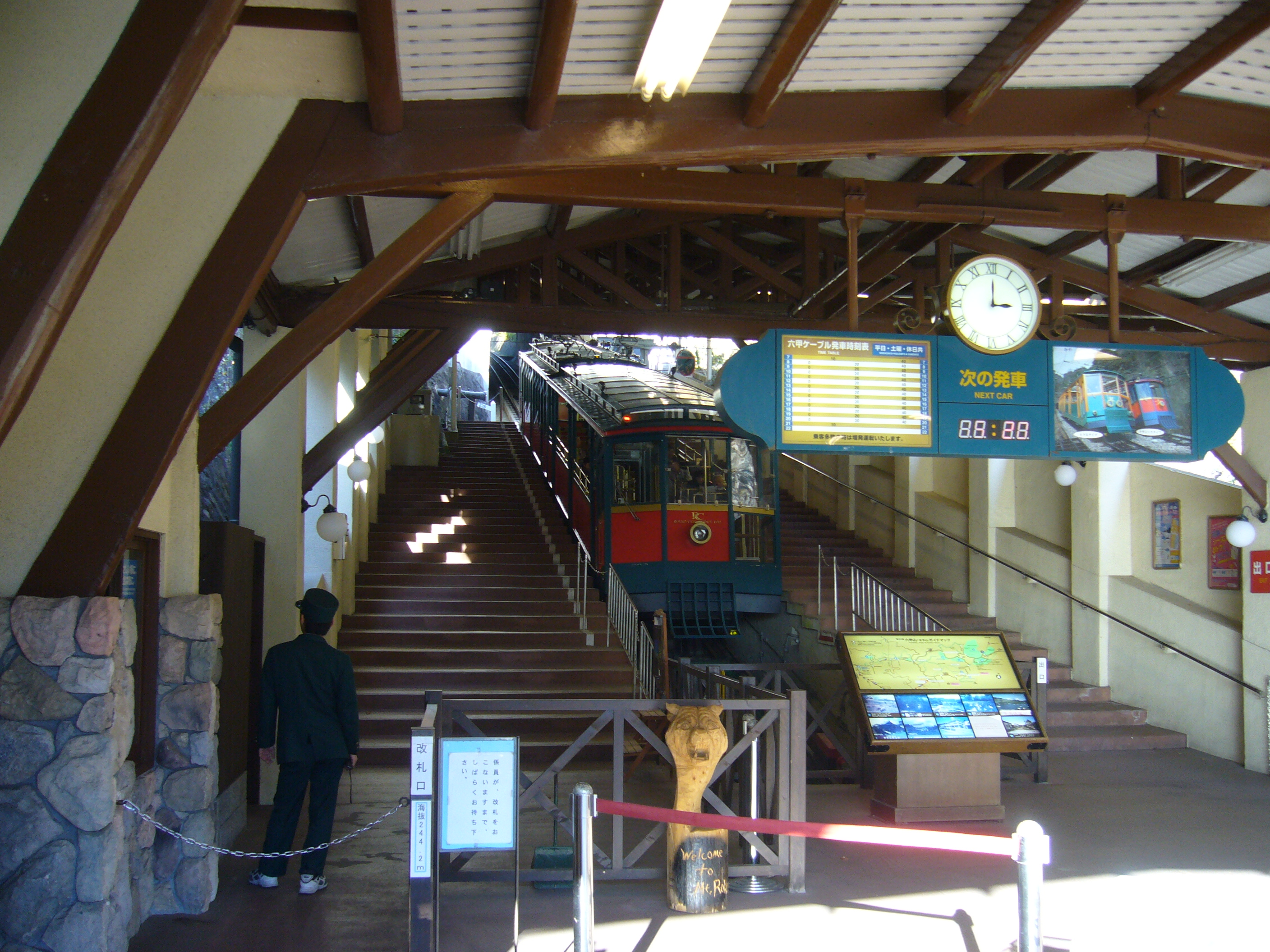
改札口とホームに停車中の1,2号車

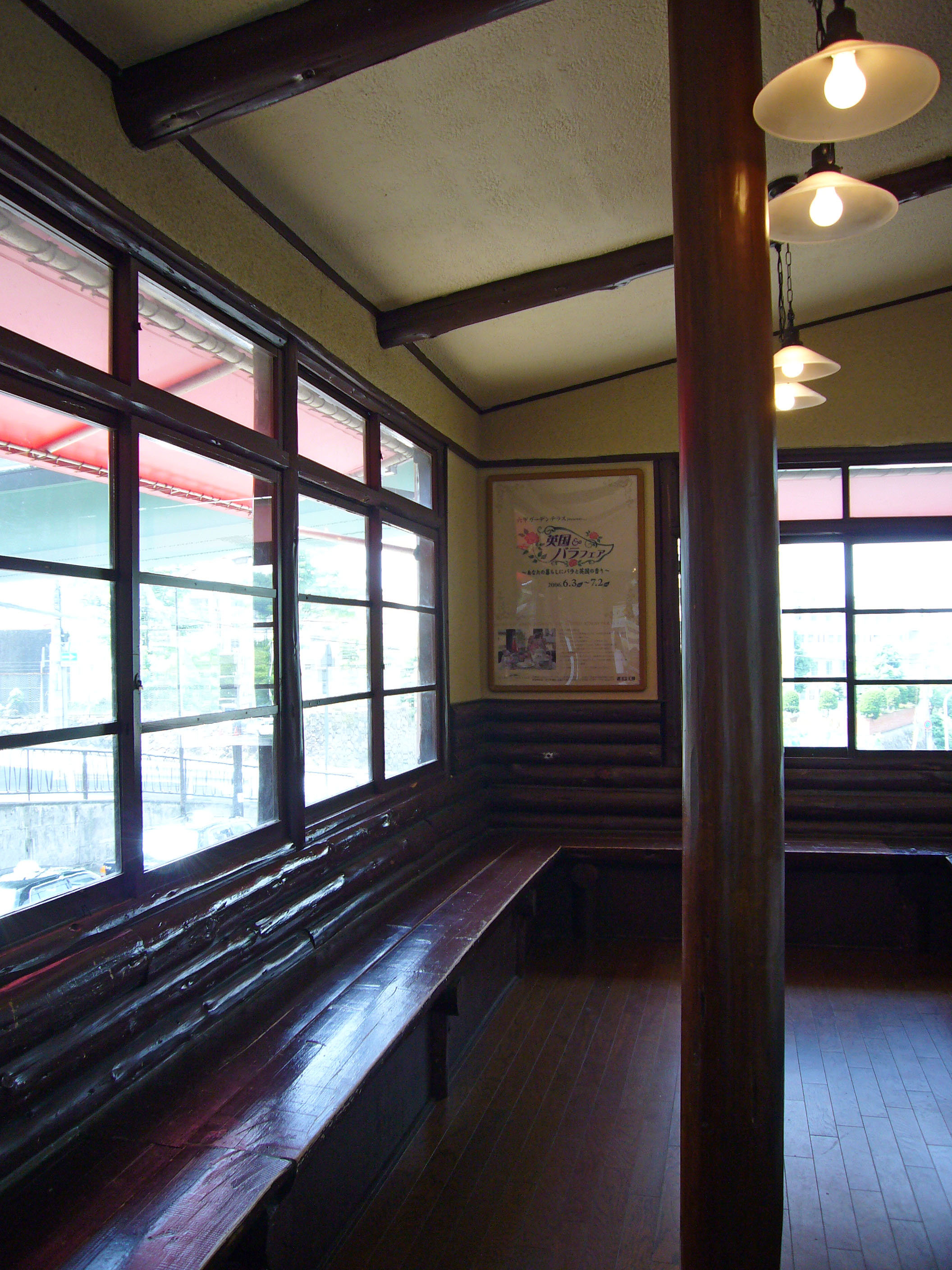
待合室

六甲ケーブル下駅（ろっこうケーブルしたえき）は、兵庫県神戸市灘区にある神戸六甲鉄道（旧・六甲山観光の鉄道・バス事業）が運行するケーブルカー、六甲ケーブル線（六甲ケーブル）の駅である。
六甲ケーブルの山麓駅（山下駅）に相当する。

## 駅構造
ホームは軌道の両側に作られており、駅舎からホーム側を見て左側が乗車用ホーム、右側が降車用ホームである。ホームは階段状であり、改札口は乗車側ホームにのみ設置されている。ホーム全体が上屋で覆われている。上屋や駅舎は1938年の阪神大水害で被災した時に改築された山小屋調の建物であるが、開業時は六甲山上駅に酷似した建物だった。
駅前には神戸市営バスのバス停留所があるが、グループ会社の阪急バスは駅前広場を越える高架橋を通過するため、当駅には停車しない（歴史的経緯等は六甲登山架空索道に詳しい）。トイレは駅舎内に設置されているほか、待合室もある。

## 駅周辺
- 神戸大学発達科学部
- 鶴甲団地
- 表六甲ドライブウェイ（駅前広場を高架で越えている）

## 歴史
- 1932年（昭和7年）3月10日 - 六甲越有馬鉄道の土橋駅として開業。当時の六甲ケーブルは2区間に分かれていて、中間点にあった清水駅までの運行であった。
- 1938年（昭和13年）
  - 7月5日 - 豪雨災害（阪神大水害）により、清水駅とともに土石流により倒壊。
  - 8月4日 - 仮復旧により、営業再開。
- 1944年（昭和19年）2月11日 - 不要不急線として路線休止のため、駅も営業休止する。
- 1945年（昭和20年）8月25日 - 営業再開。
- 1973年（昭和48年）2月1日 - 六甲ケーブル下駅と改称。
- 1975年（昭和50年）10月29日 - 摩耶ケーブルを運営する摩耶鋼索鉄道と合併のため、六甲摩耶鉄道の駅となる。
- 1995年（平成7年）
  - 1月17日 - 阪神・淡路大震災により路線不通のため、営業を休止する。
  - 7月21日 - 営業再開。
- 2013年（平成25年）
  - 9月16日 - 台風18号による大雨の被害による路線不通のため、営業を休止する。
  - 10月1日 - 六甲摩耶鉄道と六甲山関連施設を運営する阪神総合レジャーと合併のため、六甲山観光の駅となる。
- 2014年（平成26年）1月25日 - 営業再開。
- 2024年（令和6年）4月1日 - 社名変更及び観光事業の会社分割に伴い、神戸六甲鉄道の駅となる。

## 隣の駅
神戸六甲鉄道
■六甲ケーブル線
六甲ケーブル下駅 - 六甲山上駅